# Yasmim
Yasmim Assis Ribeiro, mer känd under artistnamnet Yasmin,  född den 28 oktober 1996 i Governador Valadares, är en brasiliansk fotbollsspelare.

## Karriär
Yasmin inledde sin seniorkarriär i São José år 2014. Hon har även spelat för bland annat Corinthians innan hon 2025 kontrakterades av Real Madrid Femenino. Hon debuterade i Brasiliens damlandslag år 2021, och ingick i det lag som vid olympiska sommarspelen 2024 i Paris tog silver efter att ha förlorat finalen mot USA.